# Stanislav Hajeev
Stanislav Galimovici Hajeev (în rusă Станислав Галимович Хажеев) (n. 28 decembrie 1941, satul Kaștak, regiunea Celiabinsk, Federația Rusă) este un general din Transnistria, care îndeplinește funcția de ministru al apărării al auto-proclamatei Republici Moldovenești Nistrene (din 1992).

## Biografie
Stanislav Hajeev s-a născut la data de 28 decembrie 1941, în satul Kaștak din regiunea Celiabinsk (Federația Rusă), în familia unui funcționar de etnie bielorusă. După absolvirea Școlii Secundare în localitatea natală, a urmat studii la Școala Militară "Suvorov" din Sverdlovsk, la Școala Superioară de Stat Major din Tașkent (absolvită în 1963) și la Avademia Militară "M.V. Frunze" din Moscova (absolvită în 1972).
A activat ca ofițer în cadrul forțelor armate ale Uniunii Sovietice, trecând prin toate posturile de la cel de comandant de pluton la cel de șef de stat major de divizie. Începând din anul 1963 s-a aflat timp de 6 ani la diferite posturi de comandă din orașul Kushka aflat în regiunea militară Turkestan, apoi a fost transferat în 1972 în cadrul regiunii militare Odessa, după care a activat în regiunea militară Transbaikal. Între anii 1983-1986 a îndeplinit funcția de consilier al șefului misiunii militare ruse din Republica Socialistă Vietnam. Revenit în URSS, este numit în postul de comandant adjunct al Școlii Militare Superioare din Vladikavkaz, aflată în regiunea militară Caucazul de Nord.
Începând din iulie 1992 se află în Republica Moldoveanscă Nistreană, regiune separatistă nerecunoscută de nici un alt stat, îndeplinind funcția de comandant adjunct al Departamentului Militar și comandând forțele de menținere a păcii ale insurgenților. În septembrie 1992 a primit gradul de general-locotenent și a fost numit în funcția de ministru al apărării al auto-proclamatei Republici Moldovenești Nistrene, fiind reconfirmat în această funcție în ianuarie 2007.
În anul 2004, Uniunea Europeană l-a inclus pe o listă a transnistrenilor cărora li s-a interzis călătoria în spațiul UE, fiind considerat răspunzător de împiedicarea progresului în vederea unei soluționări politice a conflictului transnistrean din Republica Moldova . Pe baza reexaminării Poziției comune 2004/179/PESC, la data de 25 februarie 2008, Consiliul Uniunii Europene a considerat că este oportun ca numele său să rămână în continuare pe lista persoanelor indezirabile în țările UE .
Stanislav Hajeev are în prezent gradul de general-colonel. El a fost decorat cu Ordinul Republicii, Ordinul "Pentru curaj personal", Ordinul de Onoare, Ordinul "Pentru serviciu adus patriei în forțele armate ale Republicii Moldovenești Nistrene" clasa a III-a, Ordinul "Pentru merit" clasa a II-a al Republicii Moldovenești Nistrene și alte șase ordine ale URSS, Federației Ruse și Republicii Vietnam. El deține titlul de "Specialist militar onorific al Republicii Moldovenești Nistrene".
Generalul Hajeev este căsătorit și are un fiu.

## Opinii politice
În septembrie 2004, cu prilejul aniversării a 14 ani de la proclamarea independenței Republicii Moldovenești Nistrene, generalul Stanislav Hajeev a descris Transnistria ca fiind "un stat viabil, o țară independentă politic și economic, care se poate apăra în fața oricărei agresiuni străine". De asemenea, el a acuzat Occidentul și Republica Moldova că ia măsuri dure pentru a distruge statul transnistrean, însoțite de o agresivitate ideologică defăimătoare la adresa Transnistriei și de eforturi menite să stimuleze o atitudine negativă față de regiunea nistreană în rândul comunității internaționale. În schimb, Transnistria se încrede în Rusia și în capacitatea ei militară și se opune înlocuirii trupelor rusești de menținere a păcii cu forțe NATO .
În iulie 2006, într-un interviu acordat publicației rusești “Krasnaia zvezda”, Stanislav Hajeev a confirmat că în Transnistria se produc câteva tipuri de armament, dezmințind informațiile privind comercializarea acestor tipuri de armament. "Noi înșine am fabricat instalații reactive, într-un număr de care am avut nevoie. Am fabricat singuri și aruncătoare de mine de calibrul 82 și 120 mm, câte ne-au trebuit, precum și aruncătoare de grenade RPG-7” . De asemenea, el a declarat că demilitarizarea Transnistriei este posibilă doar după recunoașterea independenței acestei republici autoproclamate.
Această confirmare a venit după ce săptămânalul rus “Voenno-promislennii kurier” (VPK) (“Curierul militar-industrial”) a publicat o listă de întreprinderi care fac parte din așa-numitul complex militar-industrial din Transnistria. Ziarul sus-menționat a afirmat că în Transnistria se produc aruncătoare de mine și sisteme reactive BM-21 “Grad”, revolvere și puști-mitraliere, precum și aruncătoare de grenade și aruncatoare de mine transportabile.